# Macrobrachium crebrum
Macrobrachium crebrum är en kräftdjursart som beskrevs av Abele och Kim 1989. Macrobrachium crebrum ingår i släktet Macrobrachium och familjen Palaemonidae. Inga underarter finns listade i Catalogue of Life.